# 1083

## Události
- Svatořečen Štěpán I. (asi 975–1038)

## Narození
- 2. prosince – Anna Komnéna, historička, dcera byzantského císaře Alexia I. Komnena a Ireny Dukaiovny († 1154)
- ? – Jindřich Zdík, olomoucký biskup a diplomat († 25. června 1150)
- ? – Vjačeslav I. Kyjevský, vládce Kyjevské Rusy († 2. února 1154)

## Úmrtí
- 2. listopadu – Matylda Flanderská, normandská vévodkyně a anglická královna (* cca 1031)

## Hlava státu
- České knížectví – Vratislav II.
- Svatá říše římská – Jindřich IV. – Heřman Lucemburský vzdorokrál
- Papež – Řehoř VII.
- Anglické království – Vilém I. Dobyvatel
- Francouzské království – Filip I.
- Polské knížectví – Vladislav I. Herman
- Uherské království – Ladislav I.
- Byzantská říše – Alexios I. Komnenos